# جيسي واجستاف
جيسي واجستاف (بالإنجليزية: Jesse Wagstaff) مواليد 30 أبريل 1986 في كانبرا، هو لاعب كرة سلة أسترالي. بدأ مسيرته الاحترافية في سنة 2004. يلعب مع برث وايلدكاتز في الدوري الأسترالي لكرة السلة. يحمل الرقم 24.

## روابط خارجية
- جيسي واجستاف على موقع كرة السلة الأوروبية.كوم (الإنجليزية)
- جيسي واجستاف على موقع ريلجم (الإنجليزية)
- جيسي واجستاف على موقع بروبوليرز (الإنجليزية)
- جيسي واجستاف على موقع سبورتس رفرنس (الإنجليزية)